# 日系人
日系人（にっけいじん）とは、日本以外の国に移住し当該国の国籍または永住権を取得した日本人、およびその子孫のこと。2017年時点で約400万人存在すると推定されており、世界に散らばる日系人のうち、3分の2はラテンアメリカに集中している。日本に居住する日系人は約30万人存在する。日本人留学生や国外出張者など日本国外に在住する日本国籍者は在外日本人と呼ばれ約140万人存在する。

## 歴史

### 古代・中世・近世
- 遣唐使のひとり、阿倍仲麻呂は帰国できず唐に留まった。
- 白村江の戦い、刀伊の入寇、元寇などで日本人が連行された。
- 1590年 フィリピンのボクサー・コーデックスに描かれている在フィリピン日本人の存在が確認できる[12]。
- 1613年よりも前のメキシコやペルーのリマの住民調査に日本人の記録があった[13]。
- 1613年に日本を出帆した慶長遣欧使節の中には、メキシコやスペインに残留した日本人がいた[14]。

日本人町
朱印船貿易で日本人が移住した東南アジア諸港に日本人町が形成された。その最大のものはタイのアユタヤ日本人町で、他にもベトナムのホイアン（世界遺産）、マレー半島のパタニ王国、カンボジアのプノンペン、フィリピンのマニラにも同様の小規模な日本人町があった。これらの日本人町は、江戸幕府の鎖国政策により日本との往来が途絶えたため、現地に残留した。また朝鮮半島では中世に三浦倭館と称する日本人居留地があり、近世には釜山の草梁倭館となった。

### 近代・戦前

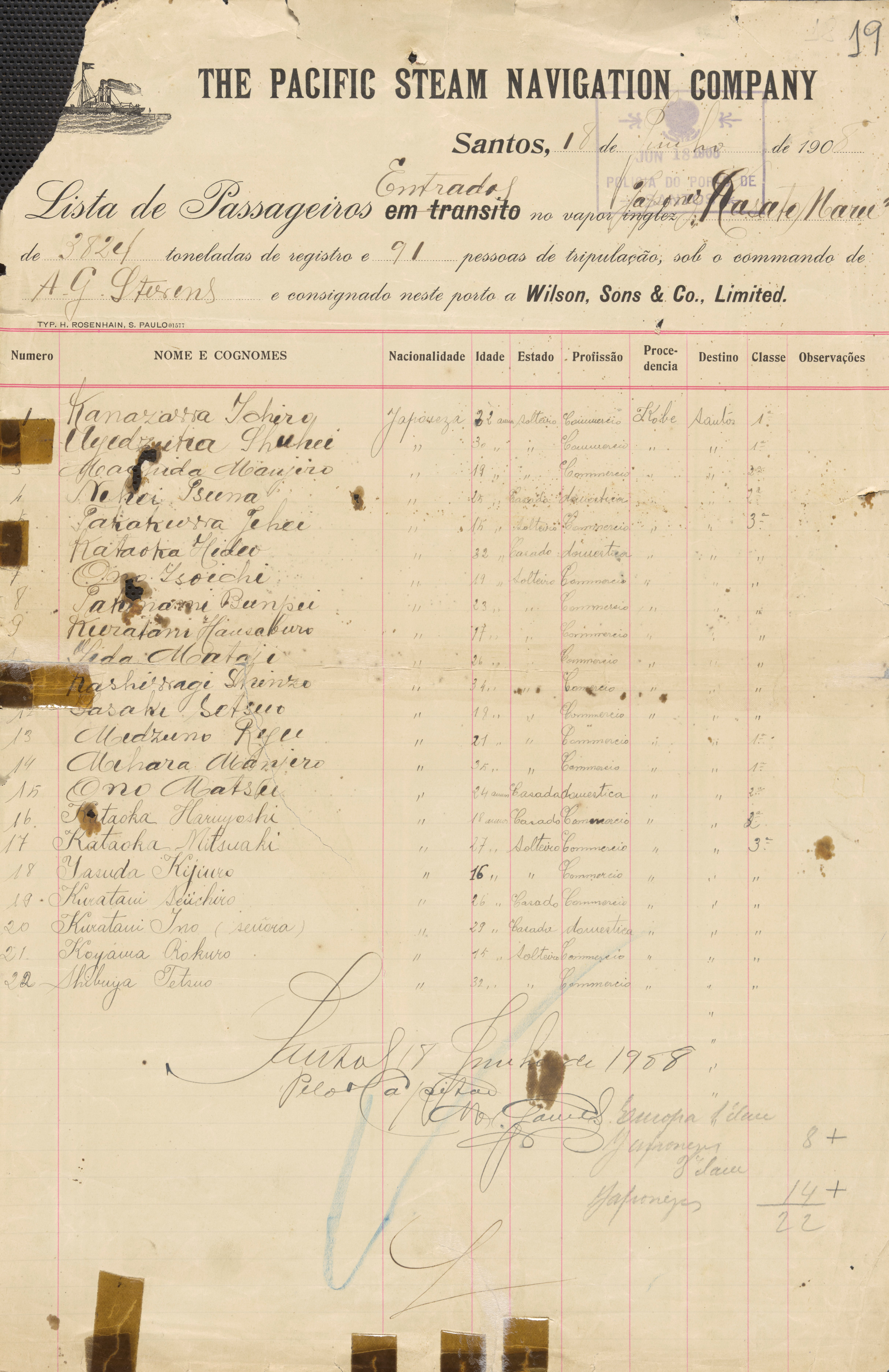
1908年、ブラジルに最初の日本人移民をもたらした船の乗客リストの最初のページ。

明治時代から第二次世界大戦の敗戦まで、日本人が北海道、樺太、ハワイ、満洲、朝鮮半島、台湾、南アメリカ、北アメリカへと広く移住した時代は、日本が主権国家として国境を画定し、外国に触れ、富を外国に求め、戦争とともにあった。第二次世界大戦直後までの日本は出生率が高く、政府は人口増加に比べた耕地や雇用の不足を、海外移民により緩和しようと考えた。ただし移民本人や故郷に居る家族・親族にとって、第二次世界大戦以前は一時的な出稼ぎの要素が強く、「故郷に錦を飾る」ことを目標とする者が大半であった。このため特に移民一世では、国籍の離脱・変更をしなかった者も多かった。一時的な出稼ぎと移民を区別すべきという意見もあるが、おおむね海外移民の嚆矢とされるのは、ジョン万次郎などごく少数の漂流民を除けば、明治元年（1868年）に「元年者」と呼ばれるハワイへの移民153名が、オランダ系のアメリカ人商人、ユージン・ヴァン・リード 斡旋のもと、非合法（江戸幕府とイギリス人ブローカーの契約だったため、明治新政府から認められず、パスポート不所持のまま移民）ながら渡航したのが最初である。これとは別に、当時独立国であった琉球王国からの出稼ぎ移民も多数存在した。このため現在もハワイの日系団体は、本土系団体と沖縄県系団体は別個の組織として運営されている。その後政府公認として、1881年のハワイ国王カラカウアの来日を契機にした1885年のハワイ移民を皮切りに19世紀末以降本格化、第二次世界大戦後しばらくの間まで日本政府も積極的に関わって行われた。
ハワイ以外で移民が主に向かった先は、南北アメリカ大陸であった。1893年のグアテマラ移民をはじめとして、榎本武揚の提唱により1897年に35名がメキシコへ渡ってグアテマラ国境に近い南部のアカコヤグアに入植した「榎本移民」 をきっかけにラテンアメリカへの組織的移住が始まった。移民先はアメリカ合衆国（特に西海岸カリフォルニア州とハワイ州）とブラジル（特にサンパウロ州とパラナ州）が圧倒的に多い。1908年、日本政府と合衆国政府の間で紳士協定が結ばれ、日本からの移民制限、ハワイから米国本土への移民禁止措置が行われ、事実上既に移民した者の親族以外の渡航が不可能となった（親戚でなくとも、移民との結婚を前提に、いわゆる「写真花嫁」などとして渡航した女性はいた）。さらに1924年、排日移民法が施行され、いかなる形の新規移民も認められなくなって以降、第二次世界大戦前には、先述のブラジルのほか、ペルー、アルゼンチン、ボリビア、パラグアイ、ウルグアイ、チリへの移民も盛んに行われた。一時期はフィリピンへも移民が行われた。
第二次世界大戦前には、日本（旧：大日本帝国）が領有していた南樺太、朝鮮半島、台湾、南洋諸島へ渡った者も多いが、これは日本領地内の移動と考える事もできる。法的には外国であった満州国への移住も、南北アメリカ州への移住と様相が相違していたともいえるだろう。これらの地域からは、日本が敗戦した1945年から数年間の引き揚げによって民間・軍属合わせて600万人を超えるとも言われる日本人はほぼ一掃された。両親を失ったり、引き揚げの途中で家族とはぐれたりして一家離散を余儀なくされ、孤児となった一部の日本人年少者が現地人の家庭に引き取られ、現地人として養育された例もある（中国残留孤児も参照）。
だが、南洋諸島で居住していた日本人男性と現地人女性との間に生まれた子供は、そのまま米軍統治下に留まって米国籍を取る者が数多くいた。その後独立したパラオでは、クニオ・ナカムラなど日系人の政治家も多く、現在も日系人が大きな発言力を持っている。また数は少ないが、敗戦後にベトナムやインドネシアに留まり、これらの国籍を取得した残留日本兵もいる。
アメリカ州への移民は主に農業に従事する人が多かった。大規模農業プランテーションでの小作のほか、日本国と受け入れ先国との取り決めにより一定の土地を自由に開墾する権利を与えられたというケースがよく見られる。しかし多くの場合、その土地は現地の人が開墾に二の足を踏む様な劣悪な場所であり、また流通市場の確保等の面において様々な困難・差別を受ける事も多く、初期の移民は白人地主に搾取される事も多かったため、成功に至れずに潰えてしまった者、帰国した者も少なくない。
それらの悪環境の中にあっても、日本人の特質とも言えるきめの細やかな管理が重要となる養鶏や果実栽培等の分野を中心に徐々に成功する者も現れ、ブラジルでは大地主になる者も現れた。これらの成功者の功績等により、日系人は移民受け入れ国内でも一定の評価を得るに至り、"nikkei"（日系）と言う単語が認知される程になった所が多い。

### 戦後復興期
敗戦に伴い、残留日本兵、シベリア抑留者が現地に留まった例、中国残留孤児などが発生した。
移民政策が再開され、沖縄県等の戦争の傷跡の深い地域から南米に移民する人が多かった。例えば、ボリビアには「オキナワ」と言う名前の日本人移住者が作った村がある。この移住事業にはGHQと駐留アメリカ軍の意向が強く働いたと言われている。
日本政府は、1956年にボリビアと移住協定を締結し、1959年にパラグアイと移住協定を締結し、1963年にアルゼンチンと移住協定を締結し、1963年にブラジルと移住・植民協定を締結するなど南米に移民を送り出した。1959年にパラグアイと締結された日本の国策による移住協定は、1989年に効力が無期限延長に改定され、85,000人の日本人が受け入れ可能となっている。
戦後の南米の移住者達には、日本政府の比較的手厚い支援があった。JICA（国際協力事業団、現国際協力機構）の南米での事業の大きな柱の一つは日系人移住者の支援にある。JICAによる日系社会支援は資金援助よりも、多数の農業専門家を派遣したり、日系社会青年ボランティア制度を運用する等と言った、人的・技術的な支援が主になっている。
一方で、日系人は日本人によって偏見の目で見られることもあった。1959年、日系人としてはじめてアメリカ合衆国下院の議員となったダニエル・イノウエが来日、岸信介内閣総理大臣と面談した際に、イノウエの「いつか日系人が米国大使となる日が来るかもしれません」という発言に対し、岸は「日本には、由緒ある武家の末裔、旧華族や皇族の関係者が多くいる。彼らが今、社会や経済のリーダーシップを担っている。あなたがた日系人は、貧しいことなどを理由に、日本を棄てた『出来損ない』ではないか。そんな人を駐日大使として、受けいれるわけにはいかない」と返答している。
移住者数は第二次世界大戦終結から1950年代にかけて、ベビーブームによって人口爆発が起こった事などから飛躍的に増加したが、この時に「土地がなくなる」などと言った危機感があり、国策的に移民が行われた。周到な準備がなされずに移民送出が行われたため、「棄民（きみん）」と呼称されることもある。

### 高度経済成長以降
日本が高度経済成長を遂げ、国民が豊かになった1960年代に移民希望者が減少し始め、外国に移住するメリットがなくなり、1980年代から1990年代にはごくわずかとなった。1970年代末以降の「移民」は主に、海外への憧れによって海外移住を求める者がするものとされ、アメリカ合衆国（ニューヨーク市やカリフォルニア州）やヨーロッパの大都市（ロンドンやパリなど）を中心に以前と比べるとかなり小規模ながらも行われた。この時代になると、交通機関、メディア・通信技術の発達、またビザなどの渡航に関する手続きが簡素になったため（主要国へビザなし観光渡航などが出来るようになった）海外の情報が大量に流入し、それに憧れる者が増えたためである。
1970〜1980年代などに行われた、日本からの留学生が帰国せずに居留国にて永住権を取得する、または現地国籍を取得する行為は、1990年代初頭の円高で1ドル80-100円時代があったという通貨の価値バランス、1980年代末〜1990年代初頭の留学ブームなどで多少助長された。しかしながら、バブル崩壊後から2010年前後には留学ブームの加熱自体がほぼ終息し、留学生の数は最盛期に比べかなり減少した。
現在の主な日本から海外への移民理由は、海外への憧れ、外国人との結婚、日系人が親族の国への帰還、ビジネスや日本企業の海外進出による居留国同化などが主な理由である。
日系人社会は、3世以降になるにつれ、日本国外にいる日系人を中心に日本語が読み書きできない、話せない日系人も珍しくなくなっている。特に、アメリカ州では、太平洋戦争下で、日系人の強制収容や、激しい差別が行われたため、日系人が移民先の国民である事・敵性外国人ではない事を国内に示すため、1930-1940年代生まれの3世以降には、わざと日本語を教えなかった家庭が多くあった事も影響している。

## 日本の国籍上の取り扱い
日本国の国籍法は、1985年に改正されるまで父系血統主義をとっていた。すなわち、父親が日本国民であれば子も日本国籍を得られるが、母親のみが日本国民である場合、子は日本国籍を得られなかった。20世紀前半に日本から移民した1世のもとで生まれ、現地で結婚した日系2世の女性から生まれた子供(3世)は、日本国籍を得ていない。またこの事情により日本国籍を得られなかった3世男子の子供(4世)も日本国籍を得られない。日本国の国籍法の父母両系血統主義の採用から30年近くが経過し、このような事情が存在していることを想像することは難しくなっているが、留意すべき点である。
日系人はしばしば複数の国籍を持っている。1985年以降、日本は国籍に関して主に「父母両系統血統主義」（親のいずれかが日本国民ならば日本国籍を取得できる）である。一方で日本人が多く移住した北米・南米の多くの国は主に「出生地主義（生地主義）」（生まれた国の国籍を取得できる）を採っているためである。近年の改正により、出生地主義国も血統主義的な要素を、血統主義国も出生地主義的要素を統合する傾向がある。例えばカナダ人夫婦の子供は、カナダ国外で生まれてもカナダ国籍が与えられる。
生地主義の国で1985年以降に生まれた者は、両親のどちらかが日本国籍を保持している限り日本と出生国両方の国籍を持つことができる。また生地主義の国ではなくとも、日本人と血統主義の国の人間との国際結婚であれば、生まれた子供が二重国籍を持つ可能性がある（イランなど父親のみの血統主義しか認めない国もある）。またそのような国際結婚家庭の子供が生地主義の国で生まれた場合（例えばペルー人と日本人の子供がアメリカ合衆国で生まれた場合）、子供は三重国籍となる。
ただし、中華人民共和国など一部の国では血統主義の規定が厳密である。例えば、出生した日本人と中華人民共和国籍保持者の子は、出生とともに中国籍を保有するか、日本籍を選択することを強いられる。仮にも日本人と中国人の親を持つ子供が両国に出生届を出して、両方の国籍を得ようとしても、日本の国籍を選択する意向がないか厳しく調査される。中国当局に外国籍の所持が発覚した場合、中国籍を剥奪されるため、中国人と日本人夫婦の子孫は日系人にはなりえたとしても、日本国籍と中国籍を持つ多重国籍になることはほぼあり得ない。
海外で出生の子供の出生届を日本の大使館・総領事館に提出しなかったり、出生届に国籍留保の記入をしなかった場合は、両親とも日本人であっても子供に日本国籍は与えられない（ただし、養子でなく日本国民であった者の子の場合、日本に引き続き3年以上住所または居所が有れば、帰化手続きを取って日本国籍を取得することができる）。
日本の国籍法は、経過措置等を除き、多重国籍を防止するよう1984年に改正、1985年に施行されたため、基本的には22歳になるまでに国籍を選択しなければならないとされている。しかし、日本国籍の選択の宣言をしても、他の国が多重国籍を権利として認めている場合にはその国籍は失われないため、多重国籍の状態でいられることになる。日本の国籍法は日本の国籍の選択の宣言をした場合、他国の国籍の離脱に努めることとなっているが、それには強制力は無く、また実際の運用上それを強力に要求した事例は知られていない。他国籍についてはあくまで「日本の国内法に基づき」「外国籍を放棄する」ことを「日本政府に対してのみ宣言」したと「日本政府が一方的にみなす」に過ぎず、当該「他国政府」に対して国籍を変動させるような拘束力を持たないからである。日本の国籍法は、多重国籍を認めている他国において日本国民の権利を行使する事や他国民の権利を行使することを禁じてはいない。
また、法改正前からの既得権者に対する経過措置として、みなし宣言者に対しては国籍法第15条の「国籍選択の催告」及び第16条の「他国籍の離脱の努力規定・外国公務員となった場合の日本国籍喪失規定」は適用されないこととなっている（既得権対象者であっても自主的に日本国籍を選択した人は第16条の対象にはなる）。このため、「日本政府からは『日本国籍を選択し外国籍を放棄することを宣言した』とみなされているものの、法的には日本国籍も外国籍も引き続き合法的に保有している」重国籍者が多数存在する。
一方、この改正以降に出生するなどして本人の志望によらずに日本と他国との重国籍となった者は、22歳になるまでの間に国籍の選択をしなければならないのは改正前からの重国籍者と同じである。ただし
1. その期限までに選択しなかった場合に「日本国籍選択宣言したものとみなす」ようなどちらかに自動決着させる規定はなく、そのまま「未選択状態」が続く
2. 選択をしなかった場合は国籍法第15条の「催告」規定の適用を受け日本国籍を失う可能性がある。
3. 日本国籍の選択を宣言した場合は他国籍の離脱に努めることが求められる（あくまで努力規定）

など、改正前からの重国籍者とは異なり、規制が厳しくなっている（ただし、過去実際に第15条と第16条の手続が行われた例はない）。
なお、元々の制度として重国籍者を網羅的に正確に把握・登録するシステムが日本にはない（重国籍を自ら表明している著名人や自ら重国籍者であることを法務局等に届け出ている人のような個別ケースを除く）。このような「みなし宣言者」、「未選択者」、「日本選択宣言者」である日本人の中には日本の旅券と外国の旅券の両方、あるいは外国の旅券のみを持って日本での出入国手続に及ぶ者が存在する。このような場合、出入国管理及び難民認定法（入管法）第2条第2号の規定の建前から言えば重国籍者は「当然に日本の旅券で日本人扱いで出国・帰国手続をする」ことが求められることになる。実際には前述のように政府がそもそも誰が重国籍者かを把握しきれていないため、（重国籍者とは気づかれぬまま）外国旅券でそのまま外国人として手続ができてしまうケースもある。現実的な出入国手続の現場の対応としては、戸籍謄本その他の資料で確認の上、外国旅券に日本人用の出国・帰国証印（スタンプ）を押して「重国籍者」と漢字で付記し日本人の出国・帰国の記録として取り扱うこととなっている が、特に日本からの出国で外国旅券のみの場合は日本国籍の確認に手間取り出発便に乗り遅れるなどの不便をこうむる可能性もある。
日本の国籍法の多重国籍に関するさらに詳しい内容は国籍法 (日本)#多重国籍者の国籍選択制度を参照のこと。

## 日本における在留資格と労働範囲
日本には35万人の日系人が居住しているが、基本的にビザの問題は存在しない。1990年の入管法改正で日系2世や3世またはその配偶者は、就労活動には制限のない在留資格（日本人配偶者等もしくは定住者）が与えられており唯一「公認」された「合法的な非熟練外国人労働者」である。日本政府は、政策上、製造業や建設業、サービス分野での単純労働の外国人は受け入れないという方針を定めているが、（不法滞在者以外は）日系人が唯一間接的に合法化されたその種の労働力である。日刊ゲンダイはペルーのジャーナリストの話として、日系人になるとビザを取りやすいといったことでペルーでは闇取引で戸籍を購入する人が多く、ペルー史上最大の殺人犯のペドロ・パブロ・ナカダ・ルデナは不法に戸籍を購入したと報じた。モーニングバードで小松靖は養子縁組によるものだと説明した。

## 日系人数
| ブラジル       | 1,900,000人 |
| アメリカ合衆国 | 1,484,186人 |
| ハワイ州       | 172,049人   |
| カナダ         | 121,485人   |
| ペルー         | 100,000人   |
| アルゼンチン   | 65,000人    |
| オーストラリア | 36,000人    |
| フィリピン     | 33,000人    |
| メキシコ       | 20,000人    |
| ボリビア       | 11,350人    |
| パラグアイ     | 10,000人    |
| インドネシア   | 4,500人     |
| チリ           | 3,000人     |
| コロンビア     | 1,800人     |
| キューバ       | 1,100人     |
| ドミニカ共和国 | 800人       |
| ベネズエラ     | 800人       |
| ウルグアイ     | 350人       |
| エクアドル     | 300人       |

日本国籍を保持している場合、永住者として外務省が調査する在外日本人の海外在留邦人統計に出てくるが、2世、3世となると、国籍は離脱し、また、混血も多く正確な日系人数の把握は難しい。南洋諸島のパラオやミクロネシア連邦、マーシャル諸島では全人口の2割程度が日系人とされることもある。また、長らくペルー日系人口は8万人といわれてきたが、この調査は数十年前に行なわれたものであり、しかも当時、ペルー国外に住む日系ペルー人は調査対象とはならなかったうえ、日本人との混血をあまりカウントしなかった。これらの事実と、その後の自然増を勘案すれば、現在の日系人口は数十万に達している可能性もあるが、いずれも実数調査がなされていない。

## 著名な人物
Category:日系人も参照。（名字の50音順）

### あ行

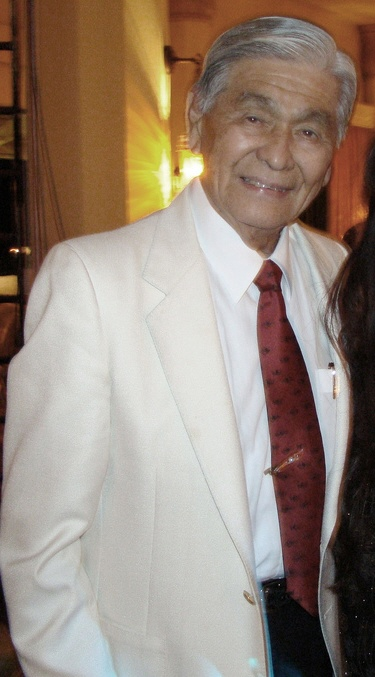
日系アメリカ人のジョージ・アリヨシ

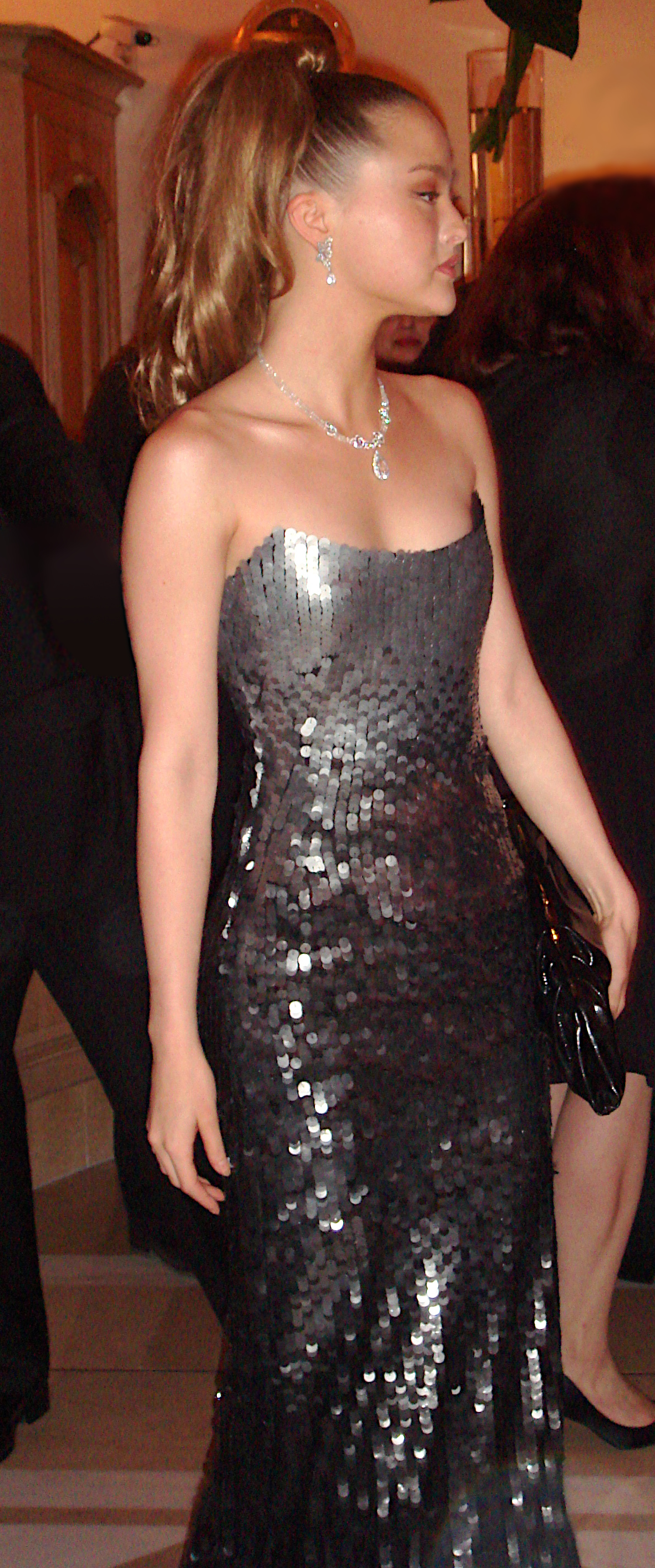
女優モデル、デヴォン青木

- 相沢進 - 元プロ野球選手、ミクロネシア連邦・チューク州首長会議議長
- ギルバート・アイブル - オランダの総合格闘家。PRIDEやUFCなどで活動。父方の祖父が日本人。スリナム系オランダ人でもある。
- スティーヴ・アオキ - アメリカの音楽プロデューサー。
- デヴォン青木 - 女優、モデル、父は日本人実業家のロッキー青木、母はイギリスとドイツのハーフモデル
- アステリオ・タケシ - ミクロネシア連邦外務大臣
- ケビン・アサノ - 1988年ソウルオリンピック柔道軽量級銀メダリスト
- 安孫子久太郎 - 初期の日系移民のリーダー
- 阿部力 - 日本の俳優。中国系日本人。
- アペルカンプ真大 - サッカー選手。父がドイツ人。
- 新垣まゆみ - ボリビアの政治家。
- ミツ荒川 - プロレスラー。
- ジョージ・アリヨシ - 元ハワイ州知事。
- ジュリアーノ・アレジ - レーシングドライバー。父はジャン・アレジ。母は後藤久美子。
- 一柳忍 - マルチアーティスト。
- 井上ジョー - シンガーソングライター。日系アメリカ人。
- デビッド・イシイ - アメリカのプロゴルファー。
- 石川康 - 元プロサッカー選手、現ビーチサッカークラブ監督。
- セイコウ・イシカワ - 駐日ベネズエラ大使。
- トラビス・イシカワ - メジャーリーガー、日本人の父と、アメリカ人（白人系）の母を持つ。
- カズオ・イシグロ - イギリスの作家。ブッカー賞、ノーベル文学賞受賞
- 石坂団十郎 - ドイツのチェリスト。父が日本人。
- ステファン・イシザキ - プロサッカー選手、スウェーデン代表。父が日本人。
- 和泉新 - プロサッカー選手、インド代表。母が日本人。
- 伊藤由奈 - 歌手。父が日本人、母は韓国系アメリカ人
- ダニエル・イノウエ - アメリカ上院議員
- ジェームス・イハ - ミュージシャン、元スマッシング・パンプキンズのギタリスト、DJ、ファッションデザイナー
- ジュリアナ・イマイ - ブラジルのモデル。パラナ州クルゼイロ・ド・オエスチ出身の日系人。
- アヤカ・ウィルソン - 元子役の女性タレント。日系カナダ人。
- 上田藤夫 - 元プロ野球選手
- 上田良夫 - 元プロ野球選手
- 上原エドウィン - 元プロサッカー選手
- キヨシ・ウエマツ - スペインの元柔道家。
- ケンジ・ウエマツ - スペインの元柔道家。
- レイコ・エイルスワース - アメリカの女優、24 -TWENTY FOUR-に出演
- 宇多田ヒカル - 歌手。ニューヨーク出身、ロンドン在住。
- セルジオ越後 - サッカー解説者、プロサッカー選手
- 衛藤バタラ - 日系インドネシア人の実業家。
- フィリップ・エノモト - スイスの格闘家。父が日系ペルー人。
- Yasubei榎本 - スイスの格闘家。フィリップ・エノモトの弟。
- ザクリー・エリボ - サッカー選手。父がハイチ人。母は日本人。
- 王貞治 - 元プロ野球選手、元監督（現福岡ソフトバンクホークス会長）。母が日本人。
- 王理恵 - マルチタレント・料理研究家（雑穀系）・野菜ソムリエ。父は中国（中華民国）系の王貞治。
- 大城ジョエル・ディック - 日系カナダ人のプロアイスホッケー選手。
- 大城バネサ -NHK「のど自慢」アルゼンチン大会代表で海外勢初のグランドチャンピオンに輝いた演歌歌手。
- ハーブ・オオタ - ハワイのウクレレ奏者
- アポロ・アントン・オーノ - アメリカのスピードスケート選手（ショートトラック）。父が日本人。
- 岡武史 - カナダの天文学者。
- ソフィー・オダ - アメリカの女優。ディズニーチャンネル「the Suite Life on Deck」に出演
- ロナルド大森 - 元プロ野球選手
- エリソン・オニヅカ - 宇宙飛行士
- トミオ・オカムラ - チェコの政治家
- 岡田眞澄 - 俳優・タレント

### か行
- 甲斐友治 - 元プロ野球選手

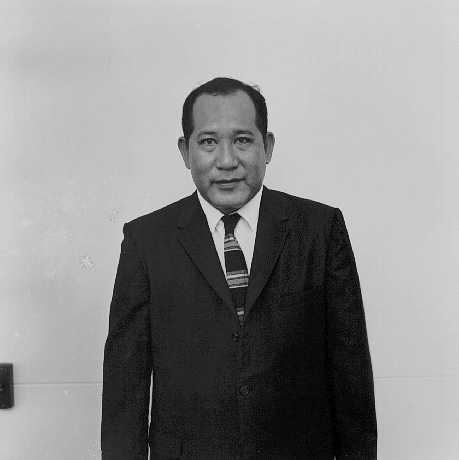
マーシャル諸島共和国初代大統領のアマタ・カブア

- ガエル・カクタ - フランス出身のサッカー選手。プレミアリーグチェルシーFC所属。日本人の祖父を持つ日系3世。
- ミチオ・カク - 理論物理学者、作家。アメリカ出身（3世）。専門は素粒子論、超弦理論。
- 柏枝文治 - 元プロ野球選手
- 片山文男 - 元プロ野球選手
- 金城武 - 俳優。台北出身で父が日本人。
- アマタ・カブア - マーシャル諸島共和国初代大統領
- イマタ・カブア - マーシャル諸島共和国第2代大統領・クェゼリン環礁大酋長。
- ティーブ・釜萢 - ジャズミュージシャン。元「ザ・スパイダース」かまやつひろしの父。
- 神谷雅巳 - 元プロ野球選手
- 亀田忠 - 元プロ野球選手
- 亀田敏夫 - 元プロ野球選手
- 亀谷さくら - ノルウェーのハンドボール選手。母が日本人。｢亀谷｣は母親の旧姓で、本名は『サクラ・ハウゲ』。
- ポール・カリヤ - カナダのホッケー選手。父が日系2世。母はスコットランド系カナダ人。
- 河北麻友子 - 日本の女優、モデル。日系アメリカ人五世。
- 川口悠子 - ロシアのフィギュアスケート選手。
- ガイ・カワサキ - 元Apple Computerのエバンジェリスト
- 忽那汐里 - 日本の女優。日系オーストラリア人三世。
- クーデンホーフ光子 - オーストリア・ハンガリー帝国の貴族、ハインリヒ・クーデンホーフ＝カレルギーの妻。リヒャルト・クーデンホーフ＝カレルギーの母。
- Sophia（ソフィア・グリーンウッド） - 女性モデル。後述のJOYの実姉。近年、タレント活動も順次開始している。ちなみにSophia・JOY姉弟の実家は群馬の英会話教室。
- 桑原ライアン春男 - 日本のプロホッケー選手。母が日本とカナダのハーフ。
- 工藤佑采 - 香港のモデル。父が日本人。
- デューク・ケオムカ - プロレスラー。
- KENTA - 俳優・タレント。後述のダルビッシュ有の末弟で本名（元芸名）・ダルビッシュ賢太。
- リヒャルト・クーデンホーフ＝カレルギー - オーストリアの政治家。汎ヨーロッパ主義を提唱し、EUの父と呼ばれている。母が日本人。
- 北村正司 - 元プロ野球選手
- 木村昴 - 俳優・タレント。
- メリッサ・クニヨシ
- 倉場富三郎 - 実業家、水産学者。同じく実業家であるトーマス・グラバーの息子。
- クリスティーナ・レイコ・クーパー - アメリカのチェリスト。俳人高浜虚子の曾孫。作曲家池内友次郎の孫。ヴァイオリニスト池内睦子の娘。
- ブライアン・クレイ - 陸上選手。十種競技アテネオリンピック銀メダリスト。
- ディーン・ケイン - 父親が日系人。
- 小島勝治 - 元プロ野球選手
- ケイン・コスギ - アクション俳優、父はショー・コスギ。弟・シェインもアクション俳優として活動。
- マリア・コダマ - アルゼンチンの作家ボルヘスの夫人。ボルヘス財団代表。
- シェーン・コミネ - オークランド・アスレチックスに所属する野球選手。投手。

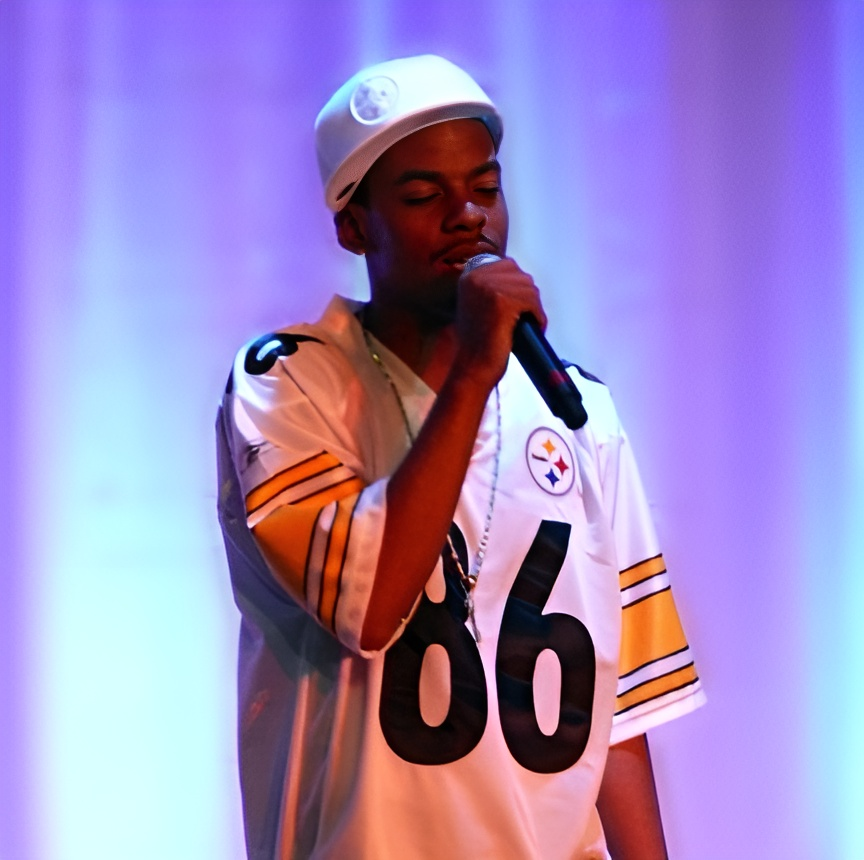
歌手のジェロ

### さ行
- ハロルド坂田 - プロレスラー。
- レン・サカタ - 元メジャーリーガー。
- 櫻井嘉実 - 元プロ野球選手

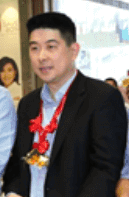
フィリピンの大手飲食チェーン創業者エドガル・”インジャップ”・シア

- エリック・サトウ - バレーボール元アメリカ代表。ジャンピングサーブの名手。現在は日本でバレーボール男子の代表監督として活躍。
- 佐藤二朗 - 元プロ野球選手
- カイリー・サンダース - 日本およびアメリカにて活動を展開する歌手。母親が日本人
- ジェロ - アメリカの演歌歌手。祖母が日本人。
- エドガル・”インジャップ”・シア - フィリピンの大手飲食チェーン「マン・イナサル」創業者。父は中国系、母は日系2世(旧姓:春田)。
- イッペイ・シノヅカ - サッカー選手。父が日本人。母はロシア人。
- マイク・シノダ - ミュージシャン、父は日本人の血を、母はネイティブアメリカンの血を引くアメリカ人。日系3世。
- キンジ渋谷 - プロレスラー。
- ジェイク・シマブクロ - ハワイのウクレレ奏者。父は沖縄系（島袋氏）のハワイ人。
- JOY - 日本の男性モデル。父はイギリス人。本名は『ジョゼフ・グリーンウッド』。
- ペドロ・シモセ - ボリビアの詩人、作家。
- 蔣緯国 - 元中華民国国民革命軍、ドイツ国の軍人。父は元国民政府の政治家である戴季陶で、母は日本人。のち蔣介石の養子となった。
- アンジェリーナ・ジョーダン - ノルウェーの歌手。叔父が日本人。
- 城田純 - 日本の俳優。城田優の兄、母がスペイン人。本名は『ジュン・シロタ・フェルナンデス』。
- 城田優 - 東京都出身の日系スペイン人の俳優、国籍を取得したスペインでの本名は『ユウ・シロタ・フェルナンデス』。
- アルベルト城間 - 日本のラテンバンド・ディアマンテスの創始者兼リーダー。日系ペルー三世。
- デヴィ・スカルノ - スカルノ元インドネシア大統領未亡人。通称「デヴィ夫人」。
- エリック・シンセキ - アメリカの軍人、第34代陸軍参謀総長
- 杉山マルコス - プロバレーボール選手。日系ブラジル人。ちなみに父はブラジル人の元サッカー選手・カルロス・エステベス[注釈 1]。
- カート・スズキ - ロサンゼルス・エンゼルスで活躍するメジャーリーガー。ポジションは捕手。
- ケンジ・ステファン・スズキ - デンマークの環境活動家。岩手県出身。

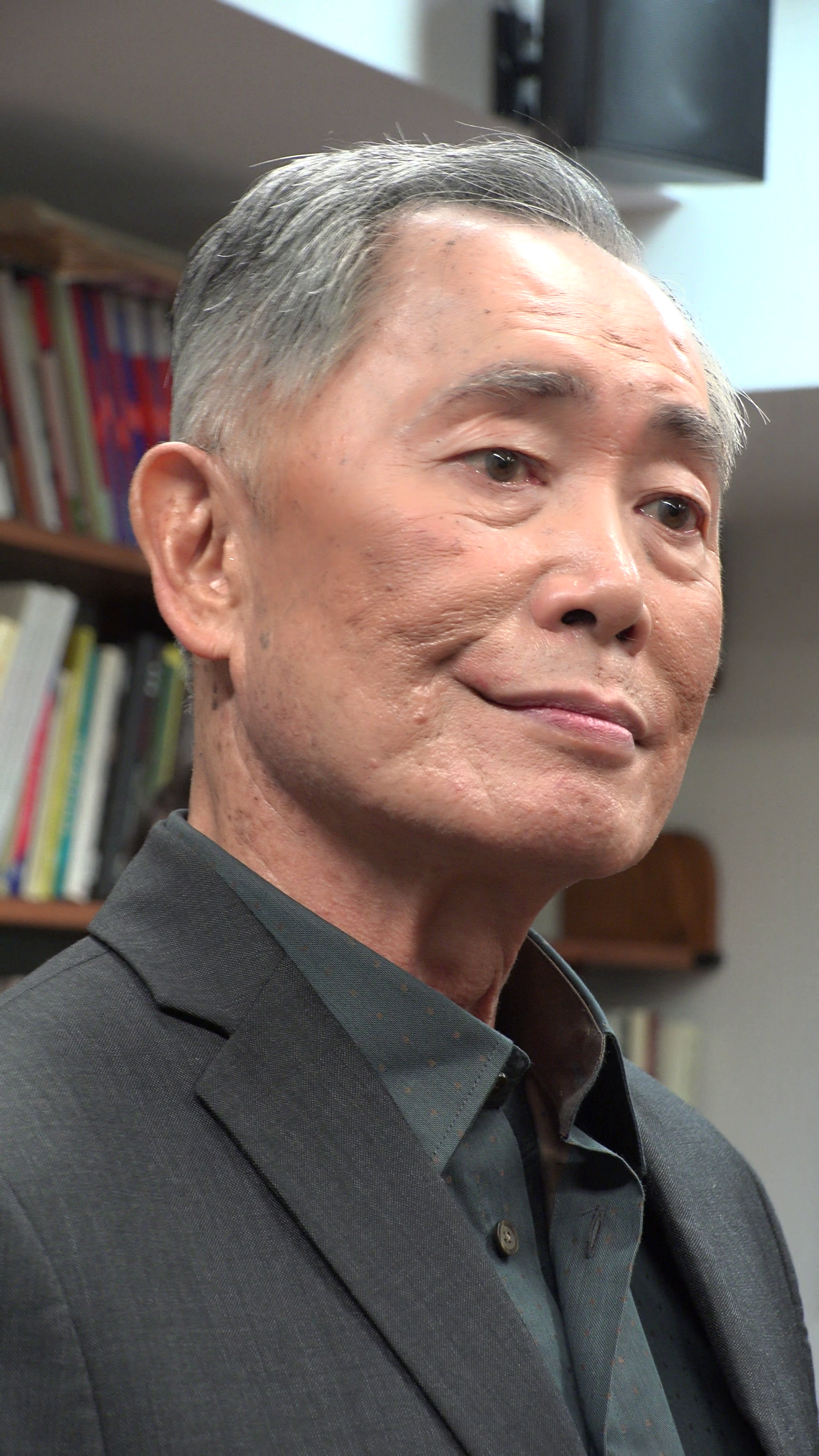
俳優のジョージ・タケイ

- 銭村健三 - 元プロ野球選手
- 銭村健四 - 元プロ野球選手
- 瀬間仲ノルベルト - 元プロ野球選手

### た行
- シンキチ・タジリ - アメリカの彫刻家。晩年オランダに帰化。
- フェルナンダ・タカイ - 1990年代のブラジルで最も成功したロックバンドのひとつであるパト・フのボーカル。
- 高橋吉雄 - 元プロ野球選手
- イワオ・タカモト -「弱虫クルッパー」などを手がけたアニメーター。
- エディ武井 - 元プロ野球選手
- ジョージ・タケイ - アメリカの俳優。『スター・トレック』のヒカル・スールー（ミスター・加藤）役で有名。
- ビョルゴルフル・タケフサ - プロサッカー選手。サッカーアイスランド代表。
- パット・タナカ - プロレスラー。デューク・ケオムカの息子。
- プロフェッサー・タナカ - プロレスラー。実際はフィリピン系アメリカ人で、日系人であることはギミックともされる。
- 田中マルクス闘莉王 - プロサッカー選手、父は日系人、母はイタリア系ブラジル人。日本に帰化している。
- 田中義雄 - 元プロ野球選手
- ロドリゴ・タバタ - プロサッカー選手
- 玉木重雄 - 元プロ野球選手、日系ブラジル3世。
- ファイヴェル・カズキ・チャン - 国連職員、医師、母は日本人。
- 辻占スティーブンケン - 日系カナダ人のプロアイスホッケー選手。。名字・辻占の読みは「つじうら」。
- シャン・ツツイ - ハワイ州副知事。
- アイ・ツノダ・ロウスタント - スペインの柔道家。
- ラフィ・ツルフォ - フィリピンテレビ記者。母の姓は手柴。
- グレート東郷 - プロレスラー。股引スタイルで悪役として活躍。
- カルロス・トシキ - 元歌手。かつて「カルロス・トシキ＆オメガトライブ」のグループ名で活動。代表曲は「君は1000%」。
- マイケル富岡 - 日本で活躍するタレント。母が日系人。
- タムリン・トミタ - 女優
- 道工薫 - 元サッカーコロンビア代表。

### な行
- アリーニ・ナカシマ - 父が日本人、母がポルトガル人、ブラジルのトップモデル
- ナタリー・ナカセ - アメリカの女子バスケットボール選手。
- ケント・ナガノ - アメリカの指揮者。
- ジョン・ナカマツ - アメリカのピアニスト。
- クニオ・ナカムラ - パラオ第5代大統領。
- トシオ・ナカヤマ - ミクロネシア連邦初代大統領
- 長洲未来 - アメリカのフィギュアスケート選手、両親が日本人。本名は『ミライ・アイリーン・ナガス』。
- ヒカル・ナカムラ - 最高世界ランク第2位のチェスプレイヤー。
- ホセ中村 - 元プロ野球選手
- マイケル中村 - 元プロ野球選手。奈良県出身。
- マサオ・ナカヤマ - ミクロネシア連邦国連大使
- 南部陽一郎 - アメリカの理論物理学者、理学博士。ノーベル物理学賞受賞者。1970年に帰化した一世。
- ルイス・ニシサワ - メキシコの画家、母はメキシコ人。
- ニシヤマ・ソウキチ - ロシアサハリン州トマリ町長を務めた。
- 西田亨 - 元プロ野球選手
- 新田幸夫 - 元プロ野球選手
- ジョン・健・ヌッツォ - アメリカのテノール歌手。父はイタリア系アメリカ人、母は日本人。
- ラーズ・ヌートバー　- アメリカ合衆国出身のプロ野球選手。2023ワールド・ベースボール・クラシック（WBC）日本代表。母親が日本人の日系2世
- 猫ひろし - カンボジアの陸上競技（マラソン）選手。お笑い芸人。
- NESMITH（ネスミス） - EXILEのメンバー、父はアフリカ系アメリカ人。本名は「ネスミス・竜太・カリム』。
- 野上清光 - 元プロ野球選手
- オジエル（オジエル・ノザキ） - 日系ブラジル人の俳優（役者と名乗る）・タレント・モデル。
- イサム・ノグチ - 彫刻家、芸術家、父は日本人、母はアメリカ人。
- ジャスティン・ノヅカ - 父が日本人、母がアメリカ人、カナダの歌手

### は行

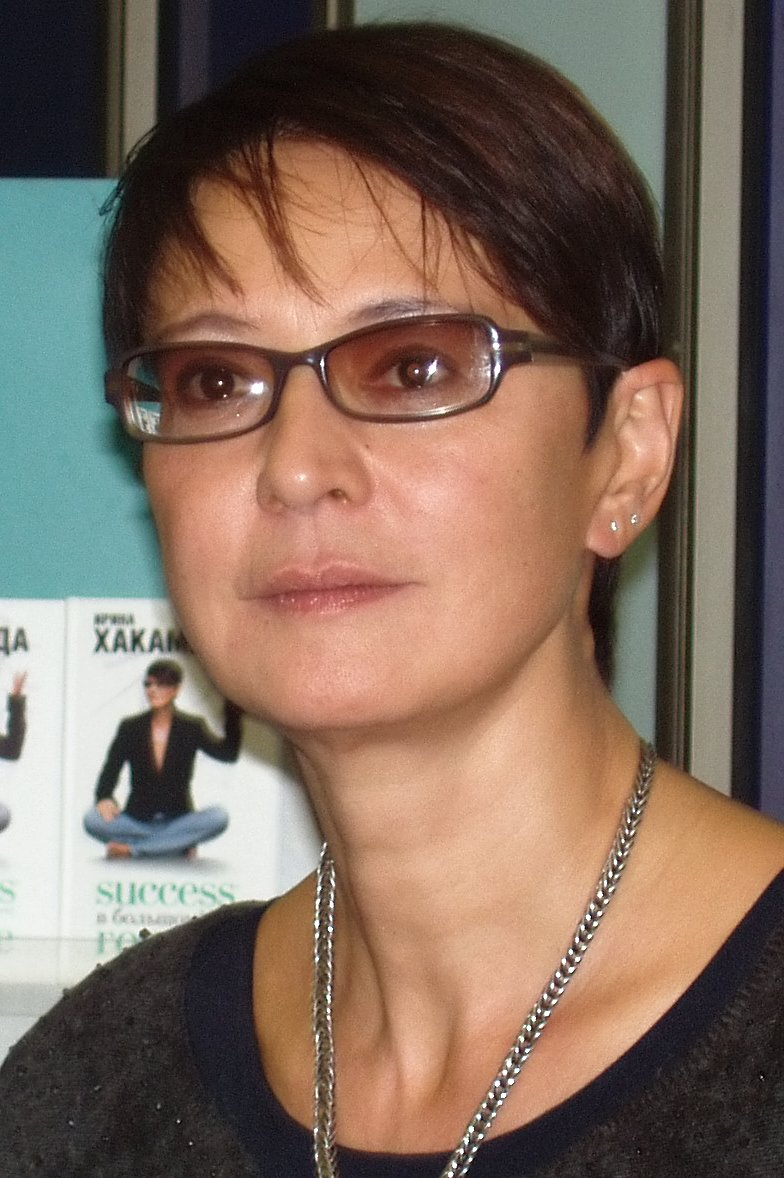
ロシアの政治家イリーナ・ハカマダ

- ジョン・キムラ・パーカー - カナダのピアニスト
- イリーナ・ハカマダ - ロシアの政治家。右派連合のリーダー。父が日本人
- スタンレー橋本 - 元プロ野球選手
- 長谷川重一 - 元プロ野球選手
- 浜田文子 - メキシコのプロレスラー。父はグラン浜田。
- 播磨浩謙 - 香港のサッカー選手。父が日本人
- 早田英志 - コロンビアのエメラルド王。
- ハリー・B・ハリス・ジュニア - アメリカの軍人。退役海軍大将、駐韓国アメリカ大使。元アメリカ太平洋軍司令官。母が日本人。
- カールトン半田 - 元プロ野球選手
- 範多範三郎（ハンス（ハンサブロー）・ハンター） - 実業家。大阪鉄工所創業者のE・H・ハンターの息子。
- 範多（平野）竜太郎 - 実業家・造船技術者、E・H・ハンターの息子で、範三郎の実兄。平野姓は母方の旧姓。
- 比嘉リカルド - プロサッカー選手、フットサル選手
- カイル・ヒガシオカ - メジャーリーグ　日系4世
- ディーン樋口 - 「ディーン・ホー」のリングネームで知られるプロレスラー。
- 平川喜代美 - 元プロ野球選手
- 平山智 - 元プロ野球選手
- 広田順 - 元プロ野球選手
- メイジー・ヒロノ - 前ハワイ州副知事、現同州選出アメリカ合衆国下院議員
- 裕美 - 香港の俳優。父が日本人
- ファンウェルメスケルケン際 - サッカー選手。父がオランダ人、母は日本人。
- 荒木治丞 - 韓国の元野球選手。祖父が日本人。
- カイ・フェルバイ - オランダのスピードスケート選手。母が日本人。
- 藤田キヨシ - 日系カナダ人のプロアイスホッケー選手。旧名はライアン・フジタ。
- グレン・S・フクシマ - 経営者
- フランシス・フクヤマ - アメリカの政治経済学者「歴史の終わり」の著者
- タッド・フジカワ - アマチュアゴルファー
- ハリー藤原 - ミスター・フジのリングネームで知られるプロレスラー。マネージャーとしても活躍したWWE殿堂者。
- 藤重登 - 元プロ野球選手
- アルベルト・フジモリ - ペルー元大統領。
- ローラ・フラウチ - アメリカのヴァイオリニスト。
- ブリドカットセーラ恵美 - 声優（吹き替えも担当）。父はオーストラリア人、母は日本人。福島・いわき市生まれ。
- ベリッシモ・フランチェスコ - タレント、料理研究家、祖母は日本人
- 古川正男 - 元プロ野球選手
- 古谷譲 - 元プロ野球選手
- チャールズ・ペダーセン - アメリカの化学者。1987年ノーベル化学賞受賞。母は日本人、父はノルウェー人。
- ブルック・ベリー - カナダ出身のモデル
- エバ・ポピエル - 韓国KBSの美女たちのおしゃべりに出演。父はポーランド系イギリス人、母親は日系イギリス人。東京生まれ。
- 堀尾文人 - 元プロ野球選手
- ボー・タカハシ　-　日系ブラジル人のプロ野球選手

### ま行
- マーク・マツモト - 料理研究家。

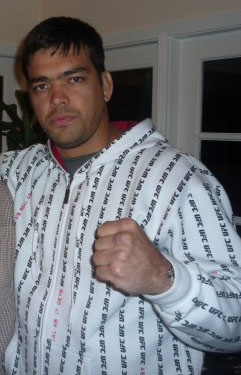
ブラジルの格闘家リョート・マチダ

- まいける - タレント、歌手。父は日本人の日系アメリカ人だが国籍はアメリカである。
- マイケル・ノーマン - 陸上競技選手。母が日本人のアメリカ人
- フレディ・マエムラ - チェ・ゲバラと共に戦った日系ボリビア人。
- 牧ダレン聡 - 日系アメリカ3世のプロバスケットボール選手。
- 松浦一義 - 元プロ野球選手
- 松岡光雄 - 元プロ野球選手
- リョート・マチダ - 父が日本人、母がユダヤ人ブラジルの格闘家
- スパーク・マツナガ - アメリカ上院議員
- 松元ユウイチ - 東京ヤクルトスワローズに所属するプロ野球選手。元日系ブラジル人。
- 松島ウォルターブラウン - プロバスケットボール選手。祖母が日本人。
- マリウス葉 - ジャニーズタレントで、同社のアイドルグループ・SexyZoneのメンバー。
- マルシア - 歌手・タレント
- 光吉勉 - 元プロ野球選手
- ノーマン・ミネタ - アメリカ元合衆国運輸長官
- 宮武東洋 - 写真家。戦時中の日系人収容所にて、手製のカメラで写真を撮り続けた人。
- 宮本次郎 - 元プロ野球選手
- 宮本敏雄 - 元プロ野球選手
- パッツイー・ミンク - アメリカ上院議員（マイノリティの女性として初）
- 準・メルクル - ドイツの指揮者。父はドイツ人、母は日本人。
- melody. - 歌手
- バルバラ・モリ - ウルグアイ出身でメキシコの女優、モデル。
- マニー・モリ - ミクロネシア連邦の政治家で、2007年5月より第7代大統領。
- 森口次郎 - 元プロ野球選手
- コリン・モリカワ - プロゴルファー
- パット・モリタ - 俳優
- 守田政人 - 元プロ野球選手

### や行

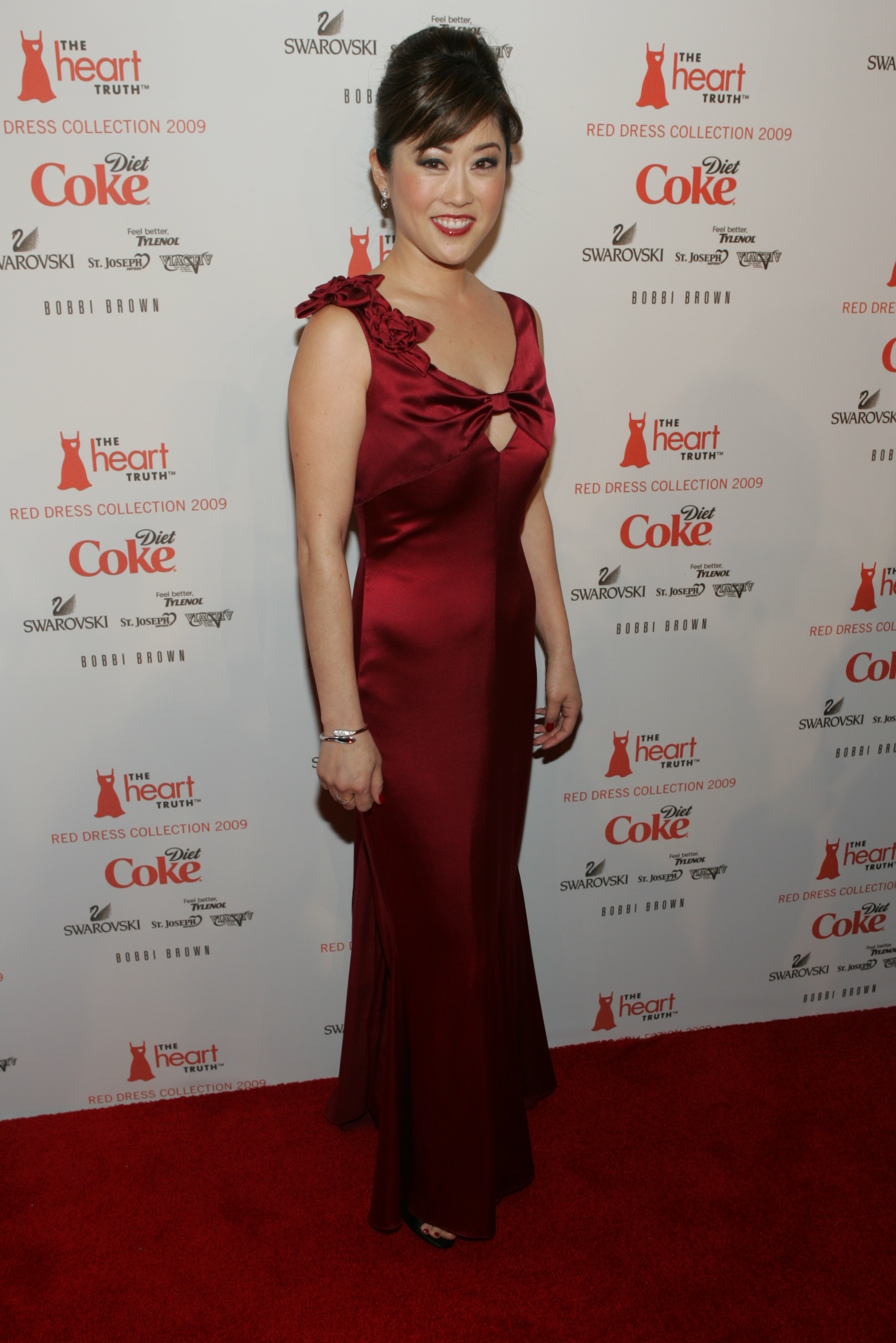
フィギュアスケート選手のクリスティー・ヤマグチ

- クリスティー・ヤマグチ - フィギュアスケート選手
- 八道勉 - 元プロ野球選手
- 山内成俊 -元証券マン、元陸上コーチ（妻の付き人として）。妻はイギリスの元陸上選手、マーラ・ヤマウチ。
- クリスティー・ヤマグチ - アメリカのフィギュアスケート選手
- 山田伝 - 元プロ野球選手
- ヤスミン・キミコ・ヤマダ - スイスのフィギュアスケート選手。
- アラン山本 - 元プロ野球選手
- トージョー・ヤマモト - プロレスラー。マネージャーやトレーナーとしても活躍。
- ケン・ユーストン - ギャンブルプレイヤー。著述家。父が日本人、母はオーストリア人
- 与儀眞助 - 元プロ野球選手
- クリスティーン・ヨシカワ - カナダのピアニスト
- 吉村大志郎 - 元プロサッカー選手。日系ブラジル人。
- 与那嶺要 - 元プロ野球選手
- 与那城ジョージ - 元プロサッカー選手。名前の「ジョージ」は祖国・ブラジルの母語ポルトガル語名の本名・ジョルジの英語訛り。日系二世のブラジル人。

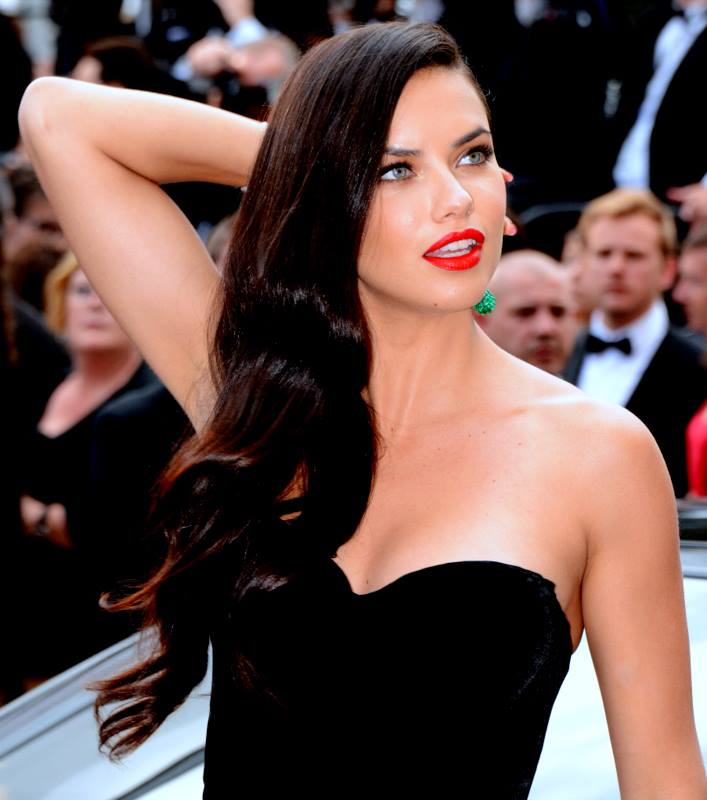
モデルのアドリアナ・リマ

### ら行

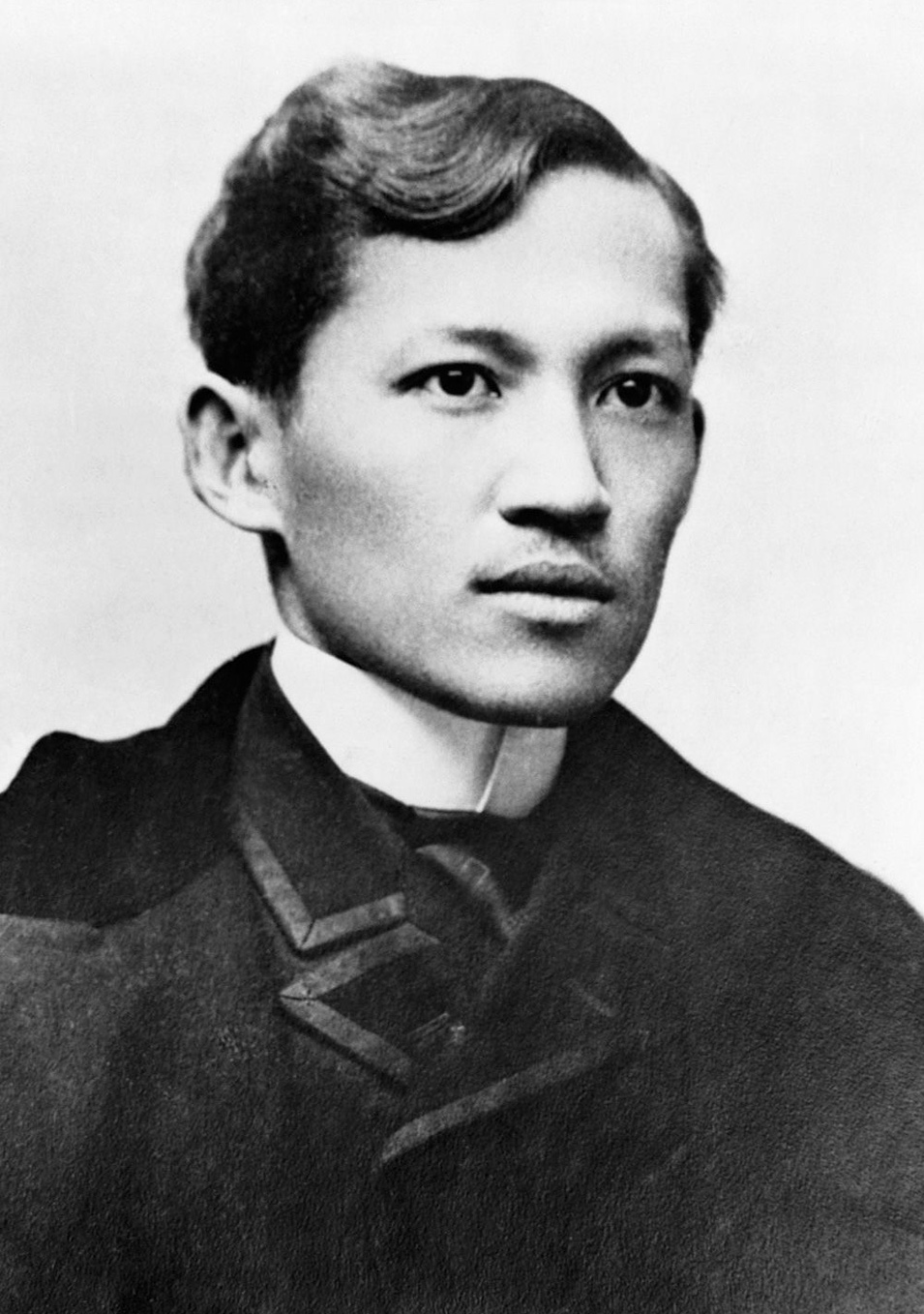
フィリピン国民的英雄のホセ・リサール

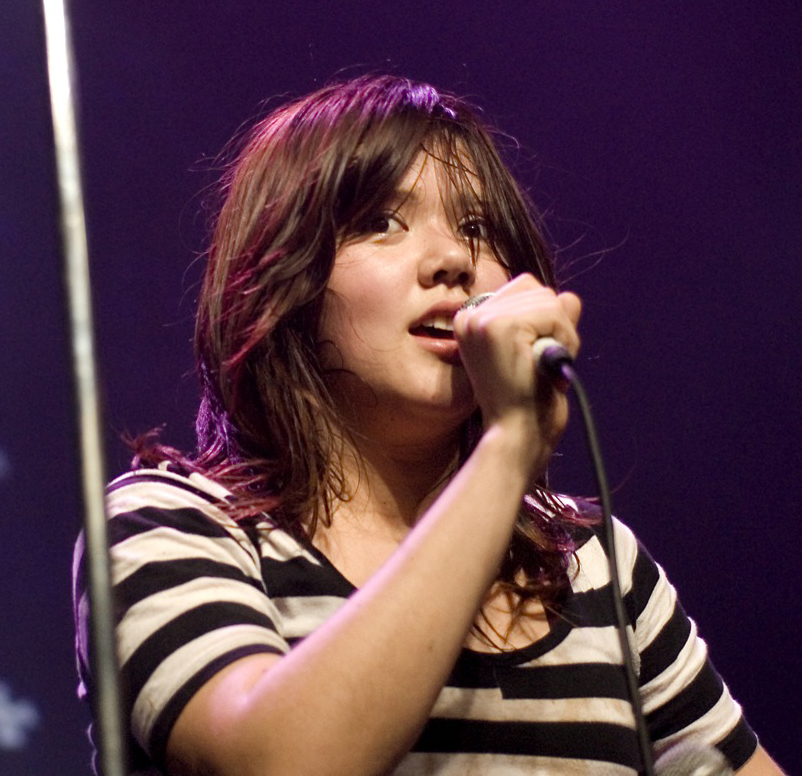
ラヴフォックス。カンセイ・ジ・セール・セクシーのボーカル。

- ユキ・ラインハート - 日本のラジオパーソナリティ・歌手。現在は主にJFNC制作のラジオ番組『A・O・R』担当。父は米軍の在日将校。
- ラヴフォックス - ブラジルのバンドカンセイ・ジ・セール・セクシーのボーカル。
- ラブリ - 日本の女性ファッションモデル
- ランス・イトウ - O.J.シンプソン裁判では裁判官
- パブロ・ラリオス - 元サッカーメキシコ代表GK。1986W杯に出場。
- アドリアナ・リマ - ブラジルのモデル
- ホセ・リサール - フィリピン国民的英雄
- ジェイ・リザーランド - アメリカ合衆国の競泳選手。父親はニュージーランド人、母親は日本人。東京オリンピックでは400m個人メドレーで銀メダルを獲得した。
- 隆濤剛 - 日系ブラジル人の元大相撲力士。本名・池森 剛（いけもり ごう、旧名・池森ラメリク剛）
- ハルオ・レメリク - 初代パラオ大統領。
- デーブ・ロバーツ - プロ野球監督。

### わ行
- 若林兄弟（仁・修） - 元プロアイスホッケー選手。カナダ移民の息子。
- 若林忠志 - 元プロ野球選手、監督
- 渡部満 - 元プロ野球選手

## フィクション
フィクションにおける「日系人」は、流暢な日本語を話す外国人らしい雰囲気をもった人物設定として利用される。例として、「MASTERキートン」の太一・平賀＝キートン、「機動警察パトレイバー」の香貫花クランシー、「To Heart」の宮内レミィ、「ゴルゴ13」のゴルゴ13（デューク東郷）、「こちら葛飾区亀有公園前派出所」のジョディー・爆竜・カレンなど。
他に日系人を題材とした作品として以下が挙げられる。
- ハルとナツ 届かなかった手紙
- 99年の愛〜JAPANESE AMERICANS〜
- 二つの祖国
- 山河燃ゆ